# Paul Bonel
Pour les articles homonymes, voir Bonel.
Paul Bonel, dit Granito ou l'Espagnolet, né à Céret (Pyrénées-Orientales) le 8 février 1901 et mort à Perpignan le 17 août 1975, est un raseteur français, premier vainqueur de la Cocarde d'or.

## Biographie
Il est gravement blessé par le cocardier « Orphelin » lors d'une course à Nîmes le 31 août 1930. Il vécut à Beaucaire.

### Palmarès
- Cocarde d'or : 1928[3]
- Palme d'or : 1933

### Retraite
Il meurt en 1975. Il est inhumé à Céret.